# Piper guacimonum
Piper guacimonum är en pepparväxtart som beskrevs av William Trelease. Piper guacimonum ingår i släktet Piper och familjen pepparväxter. Inga underarter finns listade i Catalogue of Life.